# Bouchet, Drôme
Bouchet este o comună în departamentul Drôme din sud-estul Franței. În 2009 avea o populație de 1.141 de locuitori.

## Evoluția populației
| An        | 1975 | 1982 | 1990 | 1999 | 2006 | 2009  |
| --------- | ---- | ---- | ---- | ---- | ---- | ----- |
| Populație | 571  | 671  | 670  | 694  | 969  | 1.141 |